# ديفيد ديميتري
ديفيد ديميتري هو لاعب سيرك ‏ سويسري، ولد في 7 مارس 1963 في زيورخ في سويسرا.